# Президентські вибори в Естонії 1938
Вибори президента Естонії 1938 року відбулися 24 квітня. Виборча асамблея, яка складалася з двопалатного законодавчого органу та 120 представників муніципалітетів, збиралася для обрання президента. Єдиним висунутим кандидатом був державний скарбник Костянтин Петс, який був обраний президентом 219 голосами із 240 делегатів. Два делегати були відсутні. Костянтин Петс був обраний першим президентом Естонії, але не пропрацював повний термін через наступну радянську окупацію.

## Історичне тло
У 1934 році, перед виборами Державного Старійшини, які мали відбутися 23-24 квітня, щоб запобігти перемозі Вапсів Костянтин Петс здійснив безкровний державний переворот разом з кандидатами в Державні Старости Йоганом Лайдонером і Августом Реєм. У період, відомий як Ера мовчання, організації ветеранів були закриті, понад 400 членів організацій були заарештовані, а будь-яка організована політична діяльність у країні була заборонена. Усіх членів Вапс також було виключено з органів місцевого самоврядування, державної служби та Ліги оборони.
Розпочато процес розробки нової конституції. У 1936 році на референдумі було схвалено створення Національних зборів для розробки нового основного закону. Ця Конституція, яка набула чинності 1 січня 1938 року, створила двопалатну Національну асамблею, що складається з Палати депутатів і Національної ради. Національна рада, яка мала переглядати та ратифікувати законодавство від Палати депутатів, складалася з представників місцевого самоврядування, професійних і творчих організацій, а також вищих посадовців, тоді як Палата депутатів обиралася безпосередньо народом. Глава держави отримав титул «Президент»; він більше не обирався безпосередньо народом, а замість цього був обраний колегією виборщиків, що складалася з обох палат Національних зборів і додаткових представників місцевого уряду. Президент був наділений досить широкими повноваженнями (зокрема правом вето на закони, прийняті парламентом). Відповідно до нової конституції були проведені вибори до нового законодавчого органу, а також на посаду президента.